# Base Aérea da Reserva March
A Base Aérea da Reserva March, mais conhecida pela abreviação March AFB é uma base aérea da Força Aérea dos Estados Unidos localizada em uma região censo-designada, localizada no estado americano da Califórnia, no Condado de Riverside.

## Demografia
Segundo o censo americano de 2000, a sua população era de 370 habitantes.

## Geografia
De acordo com o United States Census Bureau tem uma área de 16,1 km², dos quais 16,1 km² cobertos por terra e 0,0 km² cobertos por água.

## Localidades na vizinhança
O diagrama seguinte representa as localidades num raio de 16 km ao redor de March AFB.